# AMZ Dzik
Dzik (tiếng Ba Lan: Wild Boar) là một Xe bộ binh cơ động đa chức năng 4.5-tấn do Ba Lan sản xuất. Xe này được nhà máy AMZ sản xuất ở Kutno, nó được thiết kể cho cả vai trò tuần tra và tham chiến, cũng như là một chiến xa bọc thép chở quân cho các lực lượng gìn giữ hòa bình và cảnh sát. Giáp của xe này có thể chống lại đạn 7.62 mm. Dzik-3 được trang bị cửa sổ chống đạn, lốp chống vật nhọn và ống phóng lựu đạn khói.
Các xe Dzik dùng động cơ turbodiesel cung cấp 146 hp (107 kW) với dung tích 2,797 cm³.

## Các biến thể
Dzik có bốn biến thể sử dụng cùng loại truyền động:
- Dzik-AT (AT antyterrorystyczny - chống khủng bố) có 3 cửa, chứa tối đa 8 người và 10 cửa hỏa lực.[2]
- Dzik-2 có 5 cửa, chứa được 8 người, 8 cửa hỏa lực và một tháp súng máy xoay trên nóc.[3]
- Dzik-3 (còn có tên Ain Jaria 1 do bên Iraq đặt) có 4 cửa, chứa được tới 11 lính, với 13 cửa hỏa lực, súng máy và hai ống phóng lựu đạn khói.[4]
- Dzik Cargo có 2 cửa, 2 cửa hỏa lực và chứa được 3 người và khoang chở hàng.[5]

Các khách hàng có thể dùng Dziks với phiên bản cứu thương và chống máy bay.
Nhiều xe Dzik-AT được cơ quan Ministerstwo Spraw Wewnętrznych i Administracji của Ba Lan mua nhằm thay thế các xe BTR-60 lỗi thời với vai trò chiến xa chống khủng bố cơ bản. Dzik-2 được sử dụng trong Quân Cảnh Ba Lan (Żandarmeria Wojskowa), và có nickname là Gucio (tên gọi thân mật của Gustav). Cả hai mẫu này đều bị loại biên năm 2014.
Dzik-3 được thiết kế đặc biệt nhằm đáp ứng nhu cầu của Quân đội Tân Iraq, trong vai trò chiến xa bọc thép chở quân cơ bản. Tính đến  năm 2006, 600 Dzik-3 đã được đặt với đơn hàng có thể tăng lên đến 1,000 chiếc hay hơn.

## Các bên sử dụng

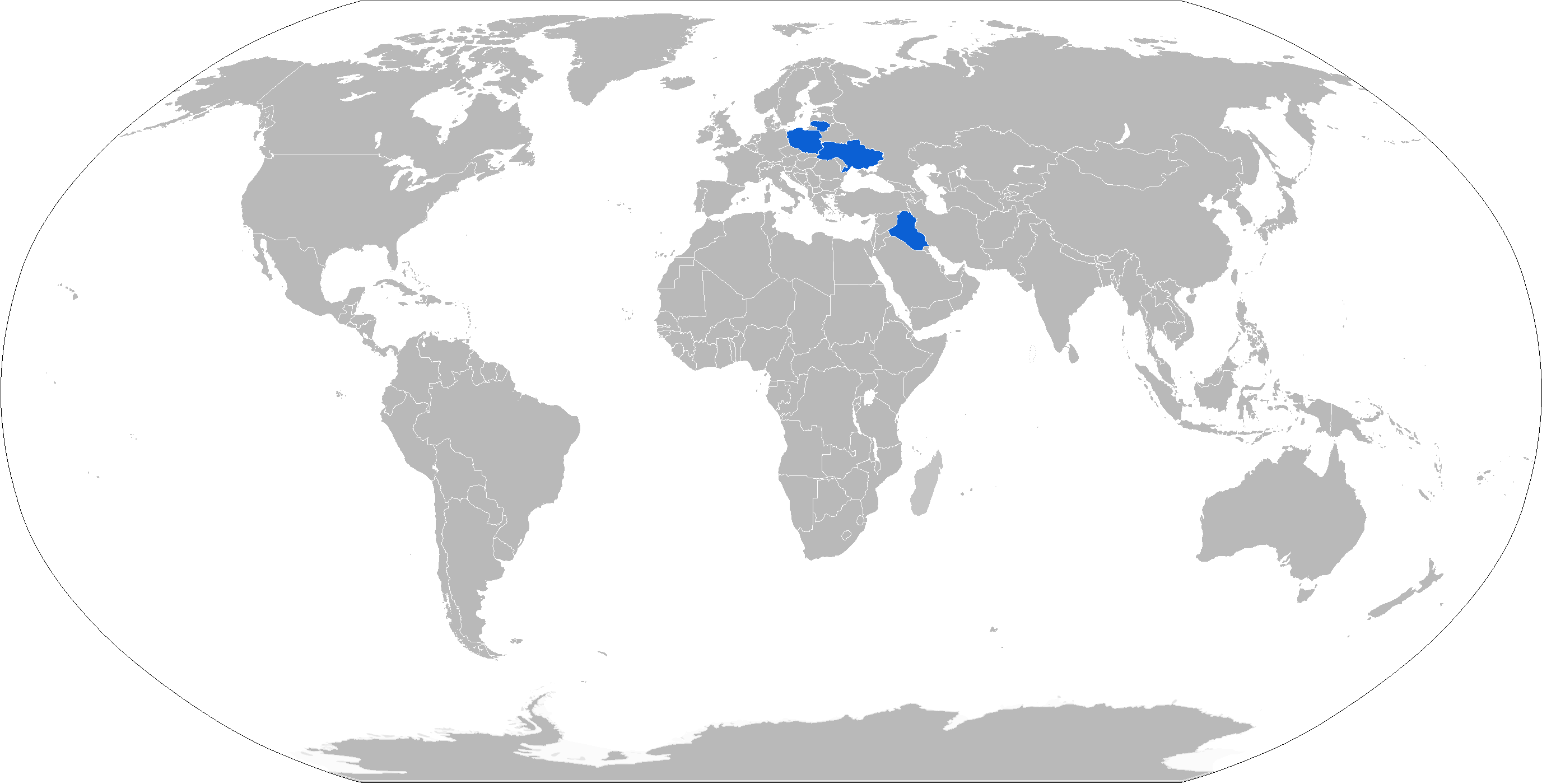
Map of AMZ Dzik operators in blue

### Các bên đang sử dụng
- Iraq
  - Lục quân Iraq - Dzik-3
- Lithuania
  - ARAS - Dzik-AT
- Ba Lan
  - SPAP - Dzik-AT

## Hình ảnh

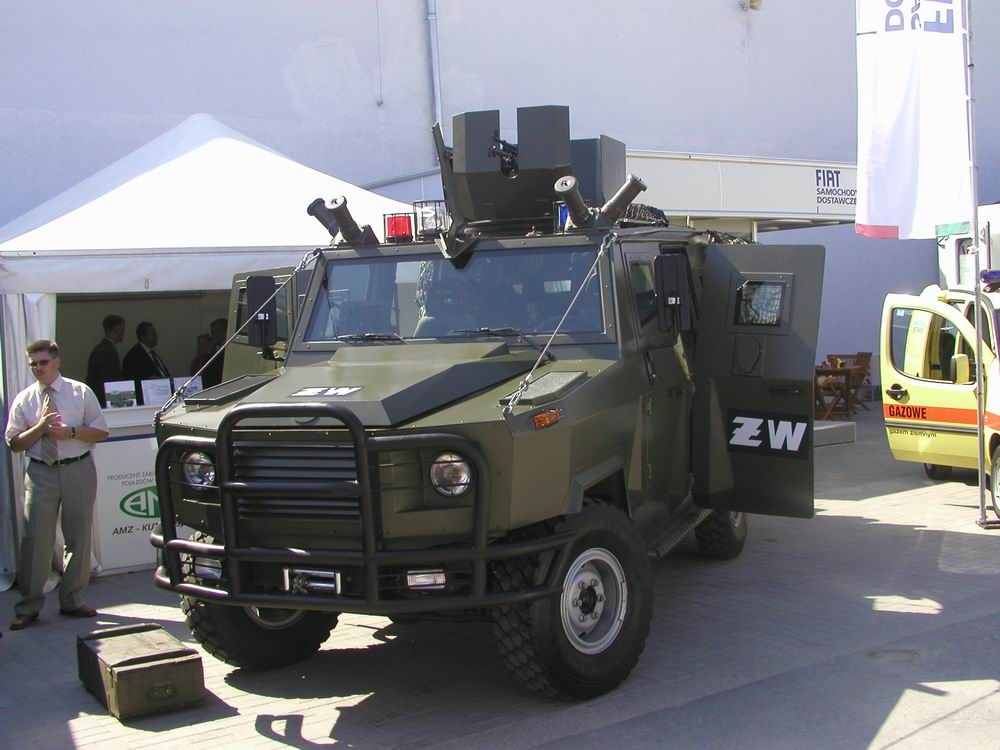
Dzik-2 với màu sơn Żandarmeria Wojskowa
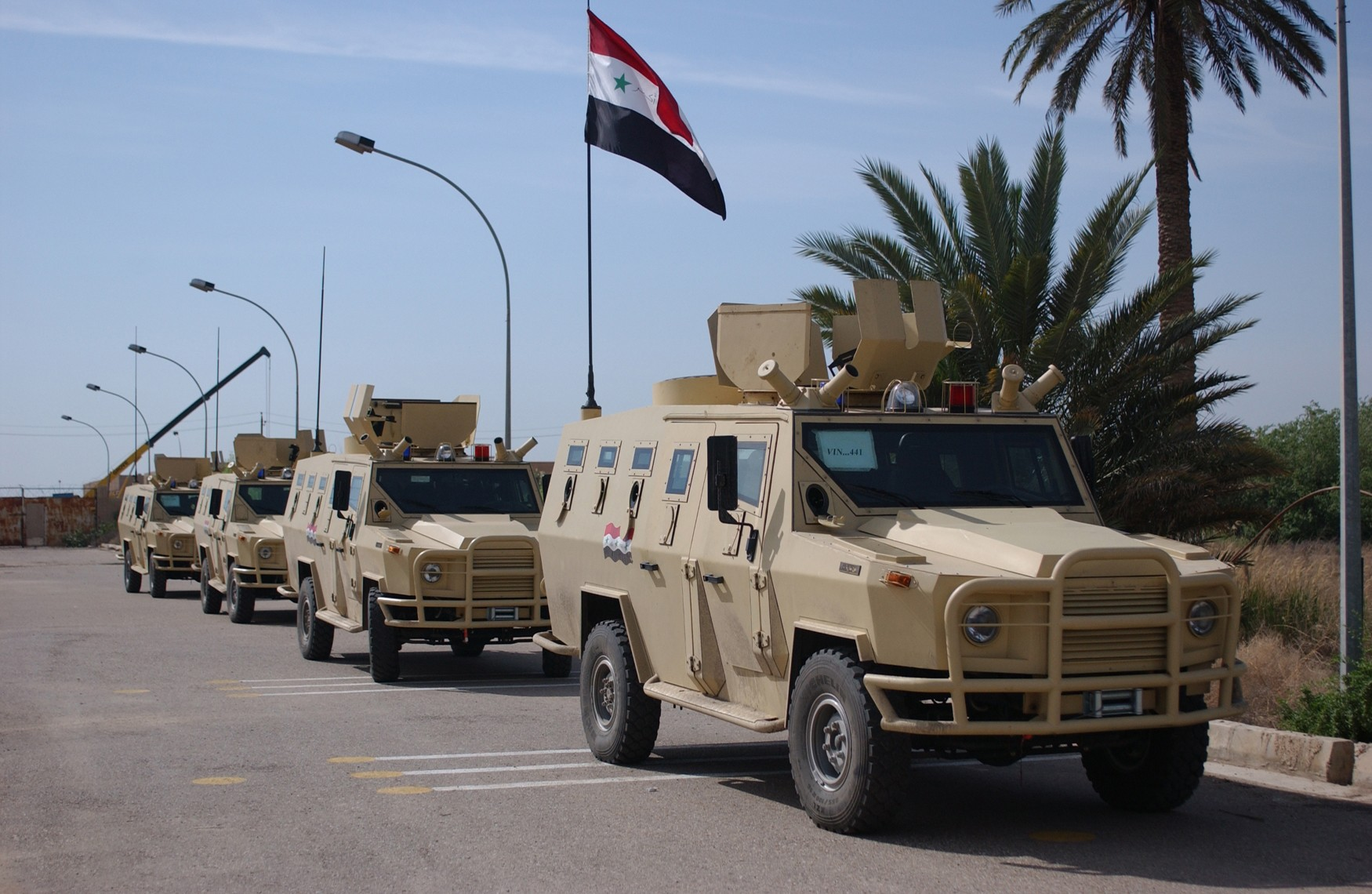
Dzik-3 của Iraq